# John Hanna Robb
John Hanna Robb (4 novembre 1873 - 21 juin 1956) est un avocat nord-irlandais et homme politique du parti unioniste d'Ulster.

## Biographie
Fils du Rév. J. Gardner Robb, et de Martha, fille du Rév. John Hanna, de Ballymagowan House , Robb est né à Clogher et fait ses études à la Royal Belfast Academical Institution, Queen's College, Belfast et est admis au barreau de Gray's Inn et King's Inns, Dublin en 1898,.
Il est député de Stormont pour l'Université Queen's de 1921 à 1937, après quoi il est Leader du Sénat d'Irlande du Nord et ministre de l'Éducation, devenant chef du Sénat le 15 décembre 1937 jusqu'en 1943. De 1939 à 1943, il est doyen du Barreau d'Irlande du Nord. De 1943 jusqu'à sa retraite en 1954, il siège comme juge au tribunal de comté.
Robb vit à Deramore Park, North Belfast avec sa femme Emily et leur fille.